# Билокси (Мисисипи)
Билокси (енгл. Biloxi) град је у америчкој савезној држави Мисисипи.

## Демографија
По попису из 2010. године број становника је 44.054, што је 6.59 (-13,0%) становника мање него 2000. године.
| Група             | 2000.          | 2010.          |
| Белци             | 35.292 (69,7%) | 28.402 (64,5%) |
| Афроамериканци    | 9.643 (19,0%)  | 8.632 (19,6%)  |
| Азијати           | 2.590 (5,1%)   | 1.951 (4,4%)   |
| Хиспаноамериканци | 1.848 (3,6%)   | 3.847 (8,7%)   |
| Укупно            | 50.644         | 44.054         |